# CAF Confederation Cup 2021/22
Der CAF Confederation Cup 2021/22 (aus Sponsorengründen auch TotalEnergies CAF Confederation Cup 2021/22 genannt) war die 19. Spielzeit des zweitwichtigsten afrikanischen Wettbewerbs für Vereinsmannschaften im Fußball unter dieser Bezeichnung. Die Saison begann mit der Vorrunde am 10. September 2021 und endete mit dem Finale am 20. Mai 2022.
Sieger wurde zum zweiten Mal der marokkanische Verein RS Berkane, der sich im Finale mit 5:4 im Elfmeterschießen gegen Orlando Pirates durchsetzen konnte. Er qualifizierte sich so für den CAF Super Cup gegen den Sieger der Champions League 2021/22.

## Erste Runde
Die Auslosung fand am 13. August 2021 statt. Die Hinspiele wurden vom 10. bis zum 12. September, die Rückspiele vom 17. bis zum 19. September 2021 ausgetragen.
|                             | Gesamt          |                         | Hinspiel | Rückspiel |
| --------------------------- | --------------- | ----------------------- | -------- | --------- |
| US Ben Guerdane             | 3:2             | AS Police               | 3:1      | 0:1       |
| FAR Rabat                   | 3:1             | Buffles du Borgou FC    | 3:1      | 0:0       |
| Diambars FC                 | 1 3:0 1         | Wakriya AC              | —        | —         |
| AS Ashanti Golden Boys      | 1 2:4 1         | Bayelsa United          | —        | —         |
| ASC Kara                    | 3:4             | ASAC Concorde           | 3:0      | 0:4       |
| Azam FC                     | 4:1             | Horseed FC              | 3:1      | 1:0       |
| Uganda Revenue Authority SC | 5:2             | Ethiopian Coffee SC     | 2:1      | 3:1       |
| Atlabara FC                 | 0:4             | Al-Ahli Merowe          | 0:2      | 0:2       |
| Futuro Kings                | 2:4             | Marumo Gallants         | 2:1      | 0:3       |
| AS Mangasport               | 0:0 (2:3 i. E.) | Orapa United FC         | 0:0      | 0:0       |
| Bumamuru Standard FC        | 0:1             | Diables Noirs           | 0:0      | 0:1       |
| Red Arrows FC               | 2:1             | Young Buffaloes         | 2:1      | 0:0       |
| Olympique de Missiri        | 1:8             | AS Kigali               | 1:2      | 0:6       |
| Binga FC                    | 5:0             | Monrovia Club Breweries | 3:0      | 2:0       |
| ASFA-Yennenga Ouagadougou   | 2:1             | FC San Pédro            | 0:0      | 2:1       |
| FC Dikhil/SGDT              | 0:3             | Biashara United         | 0:1      | 0:2       |
| Hay Al-Wadi Nyala           | 2 0:4 2         | Al-Ahly Tripolis        | —        | —         |
| CFFA                        | 2:1             | Kabwe Warriors          | 0:0      | 2:1       |
| Mafunzo FC                  | 0:4             | GD Interclube           | 0:1      | 0:3       |

Anmerkungen

## Zweite Runde
Die Auslosung fand am 13. August 2021 statt. Die Hinspiele wurden vom 15. bis zum 17. Oktober, die Rückspiele vom 22. bis zum 24. Oktober 2021 ausgetragen.
|                             | Gesamt          |                           | Hinspiel | Rückspiel |
| --------------------------- | --------------- | ------------------------- | -------- | --------- |
| US Ben Guerdane             | 0:5             | RS Berkane                | 0:1      | 0:4       |
| FAR Rabat                   | 1:3             | JS Kabylie                | 0:1      | 1:2       |
| Diambars FC                 | 0:4             | FC Enyimba                | 0:1      | 0:3       |
| Bayelsa United              | 1:4             | CS Sfax                   | 1:0      | 0:4       |
| ASAC Concorde               | 2:3             | JS Saoura                 | 1:2      | 1:1       |
| Azam FC                     | 0:1             | Pyramids FC               | 0:0      | 0:1       |
| Uganda Revenue Authority SC | 0:1             | al-Masry                  | 0:0      | 0:1       |
| Al-Ahli Merowe              | 1 w/o 1         | Gor Mahia FC              | 1:3      | —         |
| Marumo Gallants             | 3:2             | AS Vita Club              | 2:1      | 1:1       |
| Orapa United FC             | (a)2:2(a)       | Cotonsport Garoua         | 2:1      | 0:1       |
| Diables Noirs               | 0:1             | Orlando Pirates           | 0:0      | 0:1       |
| Red Arrows FC               | 1:0             | CD Primeiro de Agosto     | 1:0      | 0:0       |
| AS Kigali                   | 2:4             | Daring Club Motema Pembe  | 1:2      | 1:2       |
| Binga FC                    | 1:1 (7:6 i. E.) | ASFA-Yennenga Ouagadougou | 0:1      | 1:0       |
| Biashara United             | 2 w/o 2         | Al-Ahly Tripolis          | 2:0      | —         |
| CFFA                        | 3 w/o 3         | GD Interclube             | 0:3      | —         |

Anmerkungen

## Play-off-Runde
Die Auslosung fand am 26. Oktober 2021 statt. Die Hinspiele wurden am 28. November, die Rückspiele am 5. Dezember 2021 ausgetragen.
|                          | Gesamt          |                          | Hinspiel | Rückspiel |
| ------------------------ | --------------- | ------------------------ | -------- | --------- |
| Zanaco FC                | 3:2             | Binga FC                 | 3:0      | 0:2       |
| Simba SC                 | 4:2             | Red Arrows FC            | 3:0      | 1:2       |
| Tout Puissant Mazembe    | 1:0             | Marumo Gallants          | 1:0      | 0:0       |
| ASEC Mimosas             | 5:2             | GD Interclube            | 2:0      | 3:2       |
| FC Nouadhibou            | 0:2             | Cotonsport Garoua        | 0:0      | 0:2       |
| US Gendarmerie Nationale | 2:1             | Daring Club Motema Pembe | 2:0      | 0:1       |
| AS Otohô                 | 2:1             | Gor Mahia FC             | 1:0      | 1:1       |
| APR FC                   | 1:2             | RS Berkane               | 0:0      | 1:2       |
| Tusker FC                | 0:1             | CS Sfax                  | 0:0      | 0:1       |
| Accra Hearts of Oak      | 2:4             | JS Saoura                | 2:0      | 0:4       |
| Rivers United FC         | (a)2:2(a)       | al-Masry                 | 2:1      | 0:1       |
| Stade Malien             | 1:1 (2:4 i. E.) | Al-Ahly Tripolis         | 1:0      | 0:1       |
| al-Ittihad               | 1 w/o 1         | FC Enyimba               | —        | 0:2       |
| AS Maniema Union         | 0:2             | Pyramids FC              | 0:1      | 0:1       |
| LPRC Oilers              | 2 w/o 2         | Orlando Pirates          | 0:2      | —         |
| Royal Leopards FC        | (a)2:2(a)       | JS Kabylie               | 1:0      | 1:2       |

Anmerkungen

## Gruppenphase
Die Gruppenauslosung fand am 28. Dezember 2021 statt. Die 16 Sieger der Play-off-Runde wurden in vier Lostöpfe eingeteilt und zu vier Gruppen mit jeweils vier Mannschaften gelost. Gesetzt wurden die Mannschaften nach ihren Ergebnissen in den CAF-Wettbewerben der letzten fünf Spielzeiten (CAF-Fünfjahreswertung). Die Gruppensieger und -zweiten qualifizierten sich für das Viertelfinale, die Dritt- und Viertplatzierten schieden aus dem Wettbewerb aus. Bei Punktgleichheit zweier oder mehrerer Mannschaften wurde die Platzierung durch folgende Kriterien ermittelt:
1. Anzahl Punkte im direkten Vergleich
2. Tordifferenz im direkten Vergleich
3. Anzahl Tore im direkten Vergleich
4. Anzahl Auswärtstore im direkten Vergleich
5. Wenn nach der Anwendung der Kriterien 1 bis 4 immer noch mehrere Mannschaften denselben Tabellenplatz belegen, werden die Kriterien 1 bis 4 erneut angewendet, jedoch ausschließlich auf die Direktbegegnungen der betreffenden Mannschaften. Sollte auch dies zu keiner definitiven Platzierung führen, werden die Kriterien 6 bis 9 angewendet.
6. Tordifferenz aus allen Gruppenspielen
7. Anzahl Tore in allen Gruppenspielen
8. Anzahl Auswärtstore in allen Gruppenspielen
9. Losziehung

### Gruppe A
| Pl. | Verein           | Sp. | S | U | N | Tore    | Diff. | Punkte |
| --- | ---------------- | --- | - | - | - | ------- | ----- | ------ |
| 1.  | Al-Ahly Tripolis | 6   | 4 | 1 | 1 | 009:500 | +4    | 13     |
| 2.  | Pyramids FC      | 6   | 4 | 1 | 1 | 007:300 | +4    | 13     |
| 3.  | CS Sfax          | 6   | 1 | 2 | 3 | 003:500 | −2    | 05     |
| 4.  | Zanaco FC        | 6   | 1 | 0 | 5 | 003:900 | −6    | 03     |

| 13. Februar 2022 |     |                  |                             |
| Pyramids FC      | 2:1 | Al-Ahly Tripolis | Stadion des 30. Juni        |
| CS Sfax          | 1:0 | Zanaco FC        | Stade Hammadi Agrebi        |
| 20. Februar 2022 |     |                  |                             |
| Zanaco FC        | 0:2 | Pyramids FC      | National Heroes Stadium     |
| Al-Ahly Tripolis | 2:1 | CS Sfax          | Martyrs of February Stadium |
| 27. Februar 2022 |     |                  |                             |
| Pyramids FC      | 1:0 | CS Sfax          | Stadion des 30. Juni        |
| Al-Ahly Tripolis | 2:0 | Zanaco FC        | Martyrs of February Stadium |
| 13. März 2022    |     |                  |                             |
| Zanaco FC        | 2:3 | Al-Ahly Tripolis | National Heroes Stadium     |
| CS Sfax          | 1:1 | Pyramids FC      | Stade Hammadi Agrebi        |
| 20. März 2022    |     |                  |                             |
| Zanaco FC        | 1:0 | CS Sfax          | National Heroes Stadium     |
| Al-Ahly Tripolis | 1:0 | Pyramids FC      | Martyrs of February Stadium |
| 3. April 2022    |     |                  |                             |
| CS Sfax          | 0:0 | Al-Ahly Tripolis | Stade Hammadi Agrebi        |
| Pyramids FC      | 1:0 | Zanaco FC        | Stadion des 30. Juni        |

### Gruppe B
| Pl. | Verein            | Sp. | S | U | N | Tore    | Diff. | Punkte |
| --- | ----------------- | --- | - | - | - | ------- | ----- | ------ |
| 1.  | Orlando Pirates   | 6   | 4 | 1 | 1 | 015:500 | +10   | 13     |
| 2.  | al-Ittihad        | 6   | 3 | 2 | 1 | 009:700 | +2    | 11     |
| 3.  | JS Saoura         | 6   | 3 | 1 | 2 | 006:500 | +1    | 10     |
| 4.  | Royal Leopards FC | 6   | 0 | 0 | 6 | 005:180 | −13   | 0      |

| 13. Februar/6. März 2022 |     |                   |                             |
| Orlando Pirates          | 2:0 | JS Saoura         | Orlando Stadium             |
| Royal Leopards FC        | 1:2 | al-Ittihad        | Mbombela-Stadion            |
| 20. Februar 2022         |     |                   |                             |
| al-Ittihad               | 3:2 | Orlando Pirates   | Martyrs of February Stadium |
| JS Saoura                | 2:0 | Royal Leopards FC | Stade 5 Juillet 1962        |
| 27. Februar 2022         |     |                   |                             |
| al-Ittihad               | 1:1 | JS Saoura         | Martyrs of February Stadium |
| Royal Leopards FC        | 2:6 | Orlando Pirates   | Mbombela-Stadion            |
| 13. März 2022            |     |                   |                             |
| Orlando Pirates          | 3:0 | Royal Leopards FC | Orlando Stadium             |
| JS Saoura                | 1:0 | al-Ittihad        | Stade 5 Juillet 1962        |
| 20. März 2022            |     |                   |                             |
| al-Ittihad               | 3:2 | Royal Leopards FC | Martyrs of February Stadium |
| JS Saoura                | 0:2 | Orlando Pirates   | Stade 5 Juillet 1962        |
| 3. April 2022            |     |                   |                             |
| Royal Leopards FC        | 0:2 | JS Saoura         | Mbombela-Stadion            |
| Orlando Pirates          | 0:0 | al-Ittihad        | Orlando Stadium             |

### Gruppe C
| Pl. | Verein                | Sp. | S | U | N | Tore    | Diff. | Punkte |
| --- | --------------------- | --- | - | - | - | ------- | ----- | ------ |
| 1.  | Tout Puissant Mazembe | 6   | 3 | 2 | 1 | 008:600 | +2    | 11     |
| 2.  | al-Masry              | 6   | 3 | 1 | 2 | 005:300 | +2    | 10     |
| 3.  | AS Otohô              | 6   | 2 | 2 | 2 | 005:500 | ±0    | 08     |
| 4.  | Cotonsport Garoua     | 6   | 0 | 3 | 3 | 003:700 | −4    | 03     |

| 13. Februar 2022      |     |                       |                       |
| Cotonsport Garoua     | 0:0 | al-Masry              | Stade Roumdé Adjia    |
| Tout Puissant Mazembe | 1:0 | AS Otohô              | Stade TP Mazembe      |
| 20./23. Februar 2022  |     |                       |                       |
| al-Masry              | 2:0 | Tout Puissant Mazembe | Stadion Borg el-ʿArab |
| AS Otohô              | 1:1 | Cotonsport Garoua     | Stade des Martyrs     |
| 27. Februar 2022      |     |                       |                       |
| Tout Puissant Mazembe | 1:0 | Cotonsport Garoua     | Stade TP Mazembe      |
| AS Otohô              | 1:0 | al-Masry              | Stade des Martyrs     |
| 13. März 2022         |     |                       |                       |
| Cotonsport Garoua     | 2:2 | Tout Puissant Mazembe | Stade Roumdé Adjia    |
| al-Masry              | 1:0 | AS Otohô              | Stadion Borg el-ʿArab |
| 20. März 2022         |     |                       |                       |
| al-Masry              | 2:0 | Cotonsport Garoua     | Stadion Borg el-ʿArab |
| AS Otohô              | 2:2 | Tout Puissant Mazembe | Stade des Martyrs     |
| 3. April 2022         |     |                       |                       |
| Tout Puissant Mazembe | 2:0 | al-Masry              | Stade TP Mazembe      |
| Cotonsport Garoua     | 0:1 | AS Otohô              | Stade Roumdé Adjia    |

### Gruppe D
| Pl. | Verein                   | Sp. | S | U | N | Tore    | Diff. | Punkte |
| --- | ------------------------ | --- | - | - | - | ------- | ----- | ------ |
| 1.  | RS Berkane               | 6   | 3 | 1 | 2 | 011:900 | +2    | 10     |
| 2.  | Simba SC                 | 6   | 3 | 1 | 2 | 009:700 | +2    | 10     |
| 3.  | ASEC Mimosas             | 6   | 3 | 0 | 3 | 009:800 | +1    | 09     |
| 4.  | US Gendarmerie Nationale | 6   | 1 | 2 | 3 | 009:140 | −5    | 05     |

| 13. Februar 2022         |     |                          |                                |
| Simba SC                 | 3:1 | ASEC Mimosas             | Benjamin-Mkapa-Nationalstadion |
| RS Berkane               | 5:3 | US Gendarmerie Nationale | Stade Municipal de Berkane     |
| 20. Februar 2022         |     |                          |                                |
| ASEC Mimosas             | 3:1 | RS Berkane               | Stade de l’Amitié              |
| US Gendarmerie Nationale | 1:1 | Simba SC                 | General-Seyni-Kountché-Stadion |
| 27. Februar 2022         |     |                          |                                |
| US Gendarmerie Nationale | 2:0 | ASEC Mimosas             | General-Seyni-Kountché-Stadion |
| RS Berkane               | 2:0 | Simba SC                 | Stade Municipal de Berkane     |
| 13. März 2022            |     |                          |                                |
| Simba SC                 | 1:0 | RS Berkane               | Benjamin-Mkapa-Nationalstadion |
| ASEC Mimosas             | 2:1 | US Gendarmerie Nationale | Stade de l’Amitié              |
| 20. März 2022            |     |                          |                                |
| US Gendarmerie Nationale | 2:2 | RS Berkane               | General-Seyni-Kountché-Stadion |
| ASEC Mimosas             | 3:0 | Simba SC                 | Stade de l’Amitié              |
| 3. April 2022            |     |                          |                                |
| RS Berkane               | 1:0 | ASEC Mimosas             | Stade Municipal de Berkane     |
| Simba SC                 | 4:0 | US Gendarmerie Nationale | Benjamin-Mkapa-Nationalstadion |

## Finalrunde

### Viertelfinale
Die Auslosung fand am 5. April 2022 statt. Es traf je ein Gruppenzweiter auf einen Gruppensieger einer anderen Gruppe, wobei die Gruppensieger das Hinspiel zunächst auswärts bestritten. Die Hinspiele wurden am 17. April, die Rückspiele am 24. April 2022 ausgetragen.
|             | Gesamt          |                       | Hinspiel | Rückspiel |
| ----------- | --------------- | --------------------- | -------- | --------- |
| Simba SC    | 1:1 (3:4 i. E.) | Orlando Pirates       | 1:0      | 0:1       |
| al-Ittihad  | 0:1             | Al-Ahly Tripolis      | 0:0      | 0:1       |
| Pyramids FC | 0:2             | Tout Puissant Mazembe | 0:0      | 0:2       |
| al-Masry    | (a)2:2(a)       | RS Berkane            | 2:1      | 0:1       |

### Halbfinale
Die Hinspiele wurden am 8. Mai, die Rückspiele am 15. Mai 2022 ausgetragen.
|                       | Gesamt |                 | Hinspiel | Rückspiel |
| --------------------- | ------ | --------------- | -------- | --------- |
| Al-Ahly Tripolis      | 1:2    | Orlando Pirates | 0:2      | 1:0       |
| Tout Puissant Mazembe | 2:4    | RS Berkane      | 1:0      | 1:4       |

### Finale
| Orlando Pirates                                              | Orlando Pirates | RS Berkane | RS Berkane |
| ------------------------------------------------------------ | --- | --- | ---------- |
| Orlando Pirates                                              | \| 20. Mai 2022 in Uyo (Godswill Akpabio International Stadium) \| \| Ergebnis: 1:1 n. V. (0:0, 0:0), 4:5 i. E. \| \| Schiedsrichter: Janny Sikazwe ( Sambia) \| | \| 20. Mai 2022 in Uyo (Godswill Akpabio International Stadium) \| \| Ergebnis: 1:1 n. V. (0:0, 0:0), 4:5 i. E. \| \| Schiedsrichter: Janny Sikazwe ( Sambia) \| | RS Berkane |
| Orlando Pirates                                              | Richard Ofori – Innocent Maela, Happy Jele, Olisa Ndah, Bandile Shandu (90. Siphesihle Ndlovu (102. Terrence Dzvukamanja)) – Goodman Mosele (102. Fortune Makaringe), Ben Motshwari (90. Thabang Monare), Deon Hotto, Kabelo Dlamini (105. Linda Mntambo), Thembinkosi Lorch – Kwame Peprah (60. Tshegofatso Mabaso) Cheftrainer: Mandla Ncikazi | Hamza Hamiani – Hamza El Moussaoui, Ismael Mokadem, Issoufou Dayo, Abdelkrim Baadi – Mehdi Oubila (80. Hamza Regragui), Larbi Naji, Bakr El Helali (117. Mamadou Lamine Camara) – Youssef El Fahli (107. Youssef Zghoudi), Charki El Bahri (80. Brahim El Bahraoui), Chadrack Lukombe (108. Tuisila Kisinda) Cheftrainer: Florent Ibengé ( Demokratische Republik Kongo) | RS Berkane |
| Orlando Pirates                                              | 1:1 Lorch (117.) | 0:1 El Fahli (97., Foulelfmeter) | RS Berkane |
| Orlando Pirates                                              | Elfmeterschießen | | RS Berkane |
| Orlando Pirates                                              | 1:0 Jele Lorch 2:2 Mabaso 3:3 Monare 4:4 Ofori | 1:1 El Moussaoui 1:2 Zghoudi 2:3 Mokadem 3:4 Dayo 4:5 El Bahraoui | RS Berkane |
| Orlando Pirates                                              | Shandu (77.) | El Helali (116.) | RS Berkane |
| 20. Mai 2022 in Uyo (Godswill Akpabio International Stadium) | | |            |
| Ergebnis: 1:1 n. V. (0:0, 0:0), 4:5 i. E.                    | | |            |
| Schiedsrichter: Janny Sikazwe ( Sambia)                      | | |            |